# Arisaema undulatifolium
Arisaema undulatifolium är en kallaväxtart som beskrevs av Takenoshin Nakai. Arisaema undulatifolium ingår i släktet Arisaema och familjen kallaväxter.

## Underarter
Arten delas in i följande underarter:
- A. u. undulatifolium
- A. u. uwajimense